# A Visztula hajósa
A Visztula hajósa (eredeti angol címe The Volga Boatman, vagyis a cím magyarul: A volgai hajós) 1926-ban bemutatott amerikai némafilm, rendezte Cecil B. DeMille.

## Témája
Szerelmi háromszög és melodramatikus történet három emberről: Dmitrij cári tisztről és szerelméről, a férfit inkább csak hitegető Vera hercegnőről, akik a Volgánál megismerkednek az egyszerű parasztemberrel, Fedor volgai hajóvontatóval. Miután a forradalom kitör, újra találkoznak. Fedor már a vörösök bátor parancsnoka, a hercegnő szerelmes lesz belé, megmenti a kivégzéstől, és sorsuk egybefonódik.

## Kritika
A korabeli magyar kritikus – aki külföldön is láthatta a filmet – a forgalmazás kezdete előtt így írt: „A film eredeti címe: «A volgai hajós», meséje a kommünben, Oroszországban játszódik le. Magyarországon azonban a cenzurabizottság bölcs óvatossága miatt «A Visztula hajósa» címen fog futni a filmszínházakban, cselekményének színtere Lengyelország, ideje pedig a háború előtti esztendők.” A kivágások és a meghamisított feliratok csaknem a film felét érintették.
A filmben elhangzik a „Volgai hajóvontatók dala”, mely nem csupán kísérőzene, hanem a film írójának az alapötletet adta, – mint ez kiderül a Délmagyarország lelkesült ismertetőjéből is, mely a film szegedi bemutatója alkalmával jelent meg. 

## Fontosabb szerepek
- William Boyd – Feodor, a volgai hajós
- Elinor Fair – Vera hercegné
- Robert Edeson – Nikita herceg
- Victor Varconi – Dimitri herceg
- Julia Faye – Mariusha, cigánylány
- Theodore Kosloff – Stefan, kovács
- Arthur Rankin – Vasili – Hajós